# Ursulinenkirche (Linz)

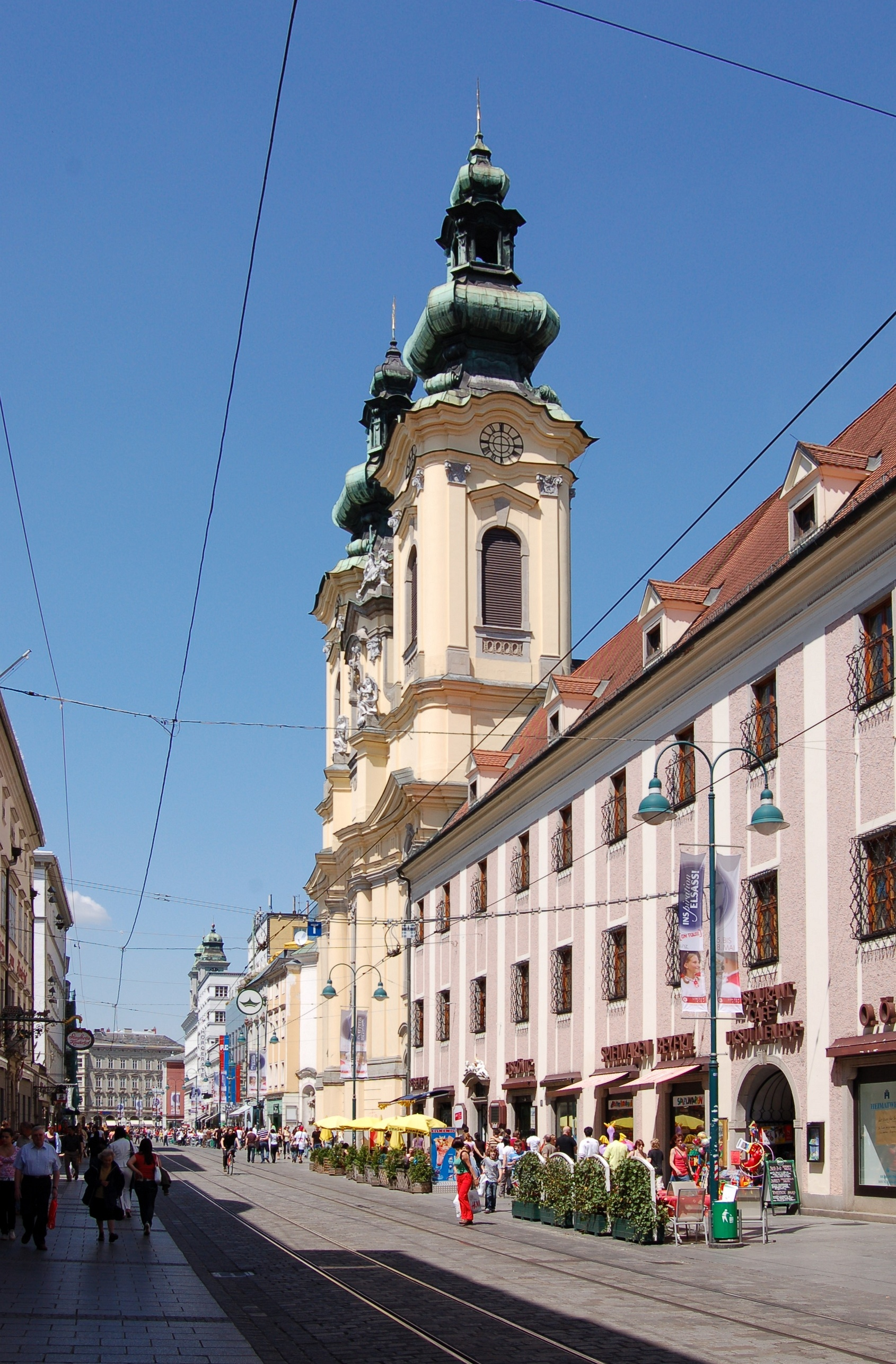
Ursulinenkirche

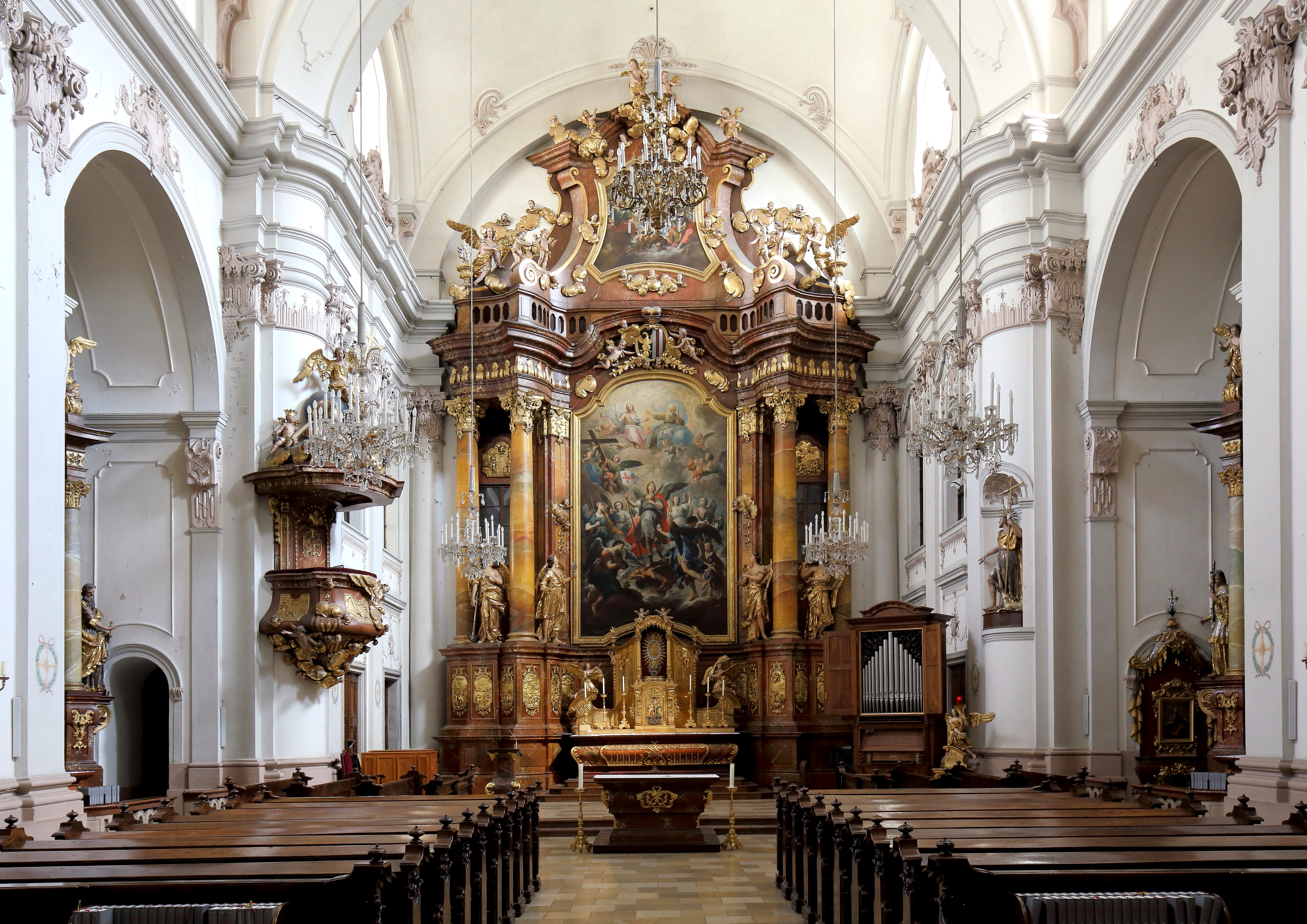
Hochaltar

Die dem Erzengel Michael geweihte römisch-katholische Ursulinenkirche an der Linzer Landstraße wurde zwischen 1736 und 1772 mit zwei Türmen und einer spätbarocken Fassade erbaut. 1757 wurde sie geweiht. Die Gestaltung geht auf den Architekten Johann Haslinger zurück. Im Inneren befinden sich das Hochaltarbild von Martino Altomonte, zahlreiche Altarbilder seines Sohnes Bartolomeo Altomonte und sehenswerte Kunstschmiedearbeiten. Grundbücherliche Eigentümerin ist die Diözesane Immobilien-Stiftung.
Angeschlossen ist das ehemalige Kloster, heute Landeskulturzentrum Ursulinenhof.

## Geschichte
Nachdem die ersten Ursulinen aus Wien angekommen waren und mit dem Schulunterricht begonnen hatten, bauten sie 1680 eine Kapelle an der Stelle der heutigen Kirche. Der Kirchenneubau erfolgte in zwei Hauptphasen 1736 bis 1757 und 1770 bis 1772. Johann Haslinger führte den Bau bis zu seinem Sterbejahr 1741. Die Turmzone baute wahrscheinlich der Steinmetz Michael Herstorfer 1770 bis 1772 aus.

## Bauliches
Die Fassade ist durch die typische spätbarocke Bewegtheit geprägt. Die Mittelachse wird durch das Portal, das größere Fenster und die konvexe Biegung im Vergleich zu den konkav geschwungenen Seitenachsen betont. Das Hauptportal wird von Statuen flankiert, die den Heiligen Antonius von Padua sowie den Heiligen Florian darstellen. Im Giebel steht eine drei Meter hohe Statue der Immaculata, zu ihren Seiten ruhen zwei Engel. Den Abschluss des Giebels bildet ein Kreuz mit zwei knienden Engelsgestalten.
In der einschiffigen, dreijochigen Saalkirche befinden sich an den Seitenwänden je drei hohe Nischen für die Altäre.

## Ausstattung
Der von Johann Matthias Krinner entworfene Hochaltar wurde 1738 vom Abt des Stiftes Heiligenkreuz gestiftet und im Jahre 1741 aufgestellt. Da die Stände des Landes Oberösterreich 3000 Gulden für diesen Altar spendeten, ist über dem Altarbild das Landeswappen eingesetzt. Das Hochaltarbild aus den Jahren 1738 bis 1740 stammt von Martino Altomonte. Es zeigt im Zentrum den Kirchenpatron, den Erzengel Michael. Davor sind die Erzengel Gabriel und Raphael dargestellt, ebenfalls ist der Engel Uriel zu sehen.
In einem der Seitenaltäre befindet sich das Altarbild des Heiligen Augustinus von Antonio Bellucci, das die Ursulinen 1679/80 aus Wien mitgebracht und in der ersten kleinen Kirche als Hauptaltarbild angebracht hatten.
Die spätbarocke Kanzel aus dem Jahr 1740 zeigt am geschwungenen Korb die Reliefs Raphael begleitet Tobias, Jakobs Traum von der Engelsleiter und das Opfer der Eltern des Samson. Der Schalldeckel mit mächtigem Figurenaufbau mit Putten als Allegorien zeigt die damals bekannten vier Weltteile Europa, Asien, Afrika und Amerika und als Bekrönung Engel auf einer Weltkugel sitzend mit Kreuz und Monstranz.

### Orgel

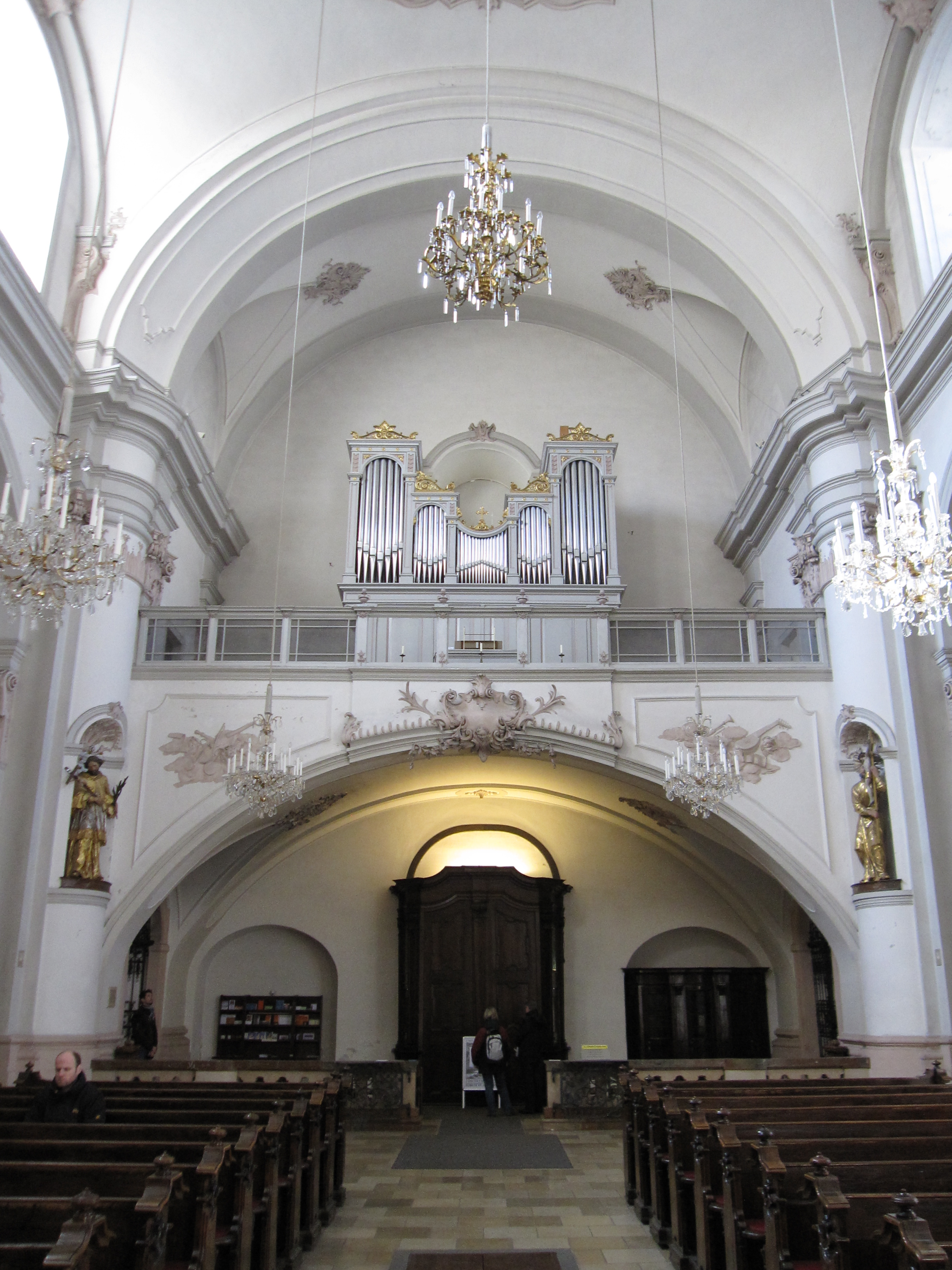
Blick auf die Orgel

Die Orgel der Ursulinenkirche wurde 1876 von dem Orgelbauer Franz Sales Ehrlich erbaut und 2006 von Orgelbau Kuhn aus Männedorf, (Schweiz) restauriert. Das Instrument (Schleifladen und Hängeventilladen) hat 18 Register auf zwei Manualwerken und Pedal. Die Spiel- und Registertrakturen sind mechanisch.
| I Hauptwerk C–f3 |                 |       |
| 1.               | Prinzipal       | 8′    |
| 2.               | Philomele       | 8′    |
| 3.               | Dolce           | 8′    |
| 4.               | Octav           | 4′    |
| 5.               | Flauto traversa | 4′    |
| 6.               | Spitzquinte     | 2 ⁄3′ |
| 7.               | Violine         | 2′    |
| 8.               | Mixur IV        |       |

| II Nebenwerk C–f3 |               |       |
| 9.                | Gamba         | 8′    |
| 10.               | Bordun        | 8′    |
| 11.               | Marienflöte   | 8′    |
| 12.               | Hohlflöte     | 4′    |
| 13.               | Viola d’amour | 4′    |
| 14.               | Cornetto IV   | 2 ⁄3′ |

| Pedal C–d1 |           |     |
| 15.        | Violon    | 16′ |
| 16.        | Subbass   | 16′ |
| 17.        | Octavbass | 8′  |
| 18.        | Posaune   | 16′ |

- Koppeln: II/I, I/P, II/P.

## Verwendung
Die Ursulinenkirche war früher Klosterkirche der Ursulinen und dient seit der Restaurierung 1985 als Kunst- und Konzertkirche. Weiters ist sie Gemeindekirche für das Forum St. Severin (Katholischer Akademikerverband der Diözese Linz).